# Роуз Тајлер
Роуз Тајлер (енгл. Rose Tyler) измишљени је лик у британској научнофантастичној телевизијској серији Доктор Ху. Створио ју је продуцент серије Расел Т. Дејвис, а тумачила ју је Били Пајпер. Са оживљавањем серије 2005. године, Роуз је представљена као нова сапутница протагонисте серије Доктора у његовој деветој и десетој инкарнацији. Пратећи лик, намењен да делује као замена за публику, био је кључан у првом серијалу да би упознао нове гледаоце са светом Доктора Хуа, који се није редовно емитовао од 1989. године. Роуз је постала очи гледалаца у новом свету серије из перспективе сапутника. Пајперова је добила највишу плату заједно са Кристофером Еклстоном и Дејвидом Тенантом током свог времена као редовна чланица глумачке екипе. Лик је био редован током првог (2005) и другог серијала (2006). Пајперова се касније појавила у споредној улози у четвртом серијалу (2008) и новогодишњем специјалу „Крај времена” (2010). Пајперова је даље играла свесно оружје под називом Моменат које користи Роузин изглед у специјалу поводом 50. годишњице „Дан Доктора” (2013).
У оквиру тока серије, Роуз је представљена у истоименој премијерној епизоди, приказана као тинејџерка продавачица из радничке класе из Лондона, заједно са својом споредном глумачком поставом у ликовима своје мајке Џеки Тајлер (Камил Кодури) и свог дечка Микија Смита (Ноел Кларк). Током првог серијала, Роузини људски поступци и одговори су у супротности са Докторовим ванземаљским перспективама. Роуз све више верује Доктору и схвата да се заљубила у њега. Он цени и зависи од ње и жртвује своју девету инкарнацију за њу. Роуз ствара сличну везу са новим Доктором, али изгледа да су њих двоје заувек раздвојени у завршници другог серијала, иако је Роузин привремени повратак у четвртом серијалу дао њеној вези са Доктором решење.
У промоцији серије, и Пајперова и Еклстон су нагласили Роузине јуначке карактеристике док је Дејвис истакао њене приземне квалитете и суштински „сјајну личност”. Критичка реакција је истакла да је лик развијенији, независнији и равноправнији са Доктором него што је то био случај са претходним пратиоцима док је хваљена целокупна улога лика у току прва два серијала. Међутим, реаговања на повратак лика из 2008. била су више помешана. Пајперова је освојила бројне награде за своје тумачење Роуз — међу којима су и две Националне телевизијске награде  — и од своје почетне улоге у серији, лик је високо котиран у бројним анкетама о „најбољем сапутнику”. Пошто је напустила редовну серију, Пајперова је доживела успех у другим улогама високог профила као глумица, што се делимично приписује њеним наступима у Доктору Хуу.

## Појављивања

### Телевизија
Роуз се први пут појавила у премијерној епизоди „Роуз”, серијала из 2005. године. Од напада Отонаца спашава је тајанствени Господара времена Доктор (Кристофер Еклстон) и она му помаже да спречи инвазију на Земљу. Након тога, Доктор позива Роуз да буде његова сапутница, одводећи је на крај света и мењајући њен мобилни како би остала у контакту са својом мајком Џеки (Камил Кодури) и дечком Микијем Смитом (Ноел Кларк) док путује кроз време у „Крају света”. На својим путовањима кроз време и простор, Роуз сазнаје колико је важно да се не петља у историју када је у „Оцима” покушала да спасе живот свог оца Пита (Шон Дингвол) који је умро када је она била беба. Током својих путовања, њу и Доктора прогањају две тајанствене речи које се понављају: „Зли вук”. Роуз, Доктор и нови сапутник капетан Џек Харкнес (Џон Бароуман) схватају значење ове фразе у епизоди „Зли ву”“ када су наишли на незаустављиву војску Далека на свемирској станици Сателит 5 која се први пут појавила у „Дугој игри”. Да би се вратила Доктору пошто ју је послао кући на Земљу у завршници серијала, „Раздвајање путева”, Роуз отвара конзолу Докторовог времеплова ТАРДИС-а и бива испуњена снагом временског вртлога. Враћајући се, она користи своју моћ над бесконачношћу времена и простора како би проширила речи „Зли вук” у целини, а затим спашава универзум од инвазије Далека. Роуз васкрсава Џека који је умро од ватре Далека и уништава далечку флоту пре него што је Доктор из ње извукао енергију да јој спасе живот од штетних дејстава. Роуз је ужаснута кад схвати да Доктор умире и када се он регенерише у новог човека (Дејвид Тенант) који одводи ТАРДИС и престрављену Роуз на Земљу, остављајући Џека на Сателиту 5.
Нови Доктор и Роуз стижу на Земљу на Божић где се он онесвешћује од напора регенерације усред инвазије Сикоракса у божићном специјалу из 2005. „Божићна инвазија”. Пошто се пробудио и спасио Земљу, Доктор ужива у божићној вечери са Роуз пре него што су отпутовали у непознате крајеве. Током другог серијала (2006), Роуз и Доктор постају све ближи једно другом. Пошто су победили вукодлака у „Зубу и канџи”, краљица Викторија (Полин Колинс) их је прогласила витезовима и протерала их је као могућу претњу Империји док је основала Институт „Торчвуд” који има за циљ да прати ванземаљске активности на Земљи, укључујући Докторову. Њихова веза се показује као извор напетости када им се Мики придружи на њиховим путовањима, на предлог Докторове бивше сапутнице Саре Џејн Смит (Елизабет Слејден) у „Школском сусрету”. Док је била заробљена у паралелном универзуму у „Успону Киберљуди”, Роуз упознаје богату, предузетничку варијанту свог оца Пита који у увом универзуму никада није умро. Мики одлучује да остане на овом свету да би се борио са Киберљудима јер више не жели да се осећа као резервни део на крају „Челичног доба”. Поново сама са Доктором, Роуз се суочава са Звери (Габријел Вулф) у дводелној причи „Немогућа планета” и „Сотонина јама”, која прориче да ће Роуз ускоро умрети у борби. Тај дан долази када у „Војсци духова” директорка института Торчвуд, Ивон Хартман (Трејси-Ен Оберман), ненамерно пусти војску Киберљуди и далечки култ Скара у Роузину стварност где започињу рат. У завршници серијала „Судњи дан”, када су затворили Киберљуде и Далеке назад у празнину кроз коју су прошли, Пит је пребацио Роуз у паралелни универзум како би је такође спасио од повлачења у празнину. Роуз остаје заробљена у паралелном универзуму са Џеки и алтернативном верзијом Пита док се зидови између универзума затварају; касније је проглашена мртвом у сопственом универзуму. Неколико месеци касније, Доктор је успео да пренесе Роуз своју опроштајну поруку. Она открива да сада ради за Торчвуд из тог универзума и признаје да га воли. Пре него је он стигао да одговори, њихова веза се прекинула.
У спиноф серији Торчвуд (2006–2011), сазнаје се да је Роузин чин васкрсавања Џека њега проклео да не може да умре. Њено одсуство и Докторова болна отуђеност од ње показују се као спорне за сапутницу у 3. серијалу (2007), Марту Џоунс (Фрима Еџимен); када је Марта пазила на Доктора док је живео као човек без својих сећања, он још увек сања о Роуз. Када се Доктор поново ујединио са Доном Нобл (Кетрин Тејт) у четвртом серијалу серије (2008) током епизоде „Партнери у злочину”, Роуз мистериозно почиње да се појављује у Докторовом животу — прво ју је видела само Дона, а касније је виђена у тихој видео поруци коју Доктор није приметио. У епизоди „Скрени лево”, када је „Временска буба” створила алтернативни универзум у којем Дона никада није упознала Доктора и Доктор умире, Роуз путује из свог паралелног света у овај свет, радећи заједно са организацијом УНИТ на слању Доне у прошлост и терања Донине млађе особе да скрене лево на раскрсници, а не десно. Роуз каже Дони да каже две речи Доктору; „Зли вук”. Доктор закључује да је то знак да су свемир и сама стварност угрожени. Касније, усред Давросове (Џулијан Блич) завере да уништи постојање, Роуз се уједињује са Доктором и његовим сапутницама Доном, Мартом, Џеком и Саром Џејн како би се супротставила њему и његовој војсци Далека. Усред битке, створен је делимично људски Доктор (Метакризни Доктор) који уништава Далеке. Доктор враћа Роуз у паралелни универзум заједно са Џеки и Метакризним Доктором. Роуз изазива Доктора да изговори речи које јој није рекао током њиховог претходног опроштаја. Доктор не одговара, али јој Метакризни Доктор шапуће речи на уво и Роуз га љуби. Доктор се повлачи, остављајући Роуз да живи са Метакризним Доктором. У завршним сценама епизоде „Крај времена” (2010), непосредно пре своје регенерације, Доктор путује у Роузино стамбено насеље у првим минутима 2005. године. Он јој се обраћа из сенке, питајући је која је година. Она му каже да је 1. јануар 2005, а Доктор јој обећава да ће имати заиста сјајну годину.
Пајперова се вратила у епизоду поводом 50. годишњице серије, „Дану Доктора” (2013), као интерфејс свесног оружја за масовно уништење познатог као „Моменат”. Ратни Доктор (Џон Херт) намерава да оконча Временски рат који бесни користећи Моменат да уништи и Далеке и Господаре времена. Користећи Роузину слику, изабрану због њеног будућег значаја за Доктора, Моменат покушава да га убеди да потражи алтернативни правац акције показујући му како ће ова одлука утицати на његову будућност.

### Књижевност
Роуз се појављује у првих дванаест Доктор Ху романа Новог низа пустоловина који проширују њену карактеризацију. Прва три од ових романа — Човек у смеру казаљке на сату, Чудовишта изнутра и Победник узима све — објављена су у мају 2005. и приказују искључиво Деветог Доктора и Роуз. Чудовишта изнутра приказује Роузину прву посету ванземаљској планети, при чему су њена путовања раније била ограничена на Земљу и око свемирских станица. Роуз помиње ову посету планети Џастисији у телевизијској епизоди првог серијала „Град праска”, која је емитована 4. јуна 2005. године. Друга серија романа са Деветим Доктором — која се састоји од Изопаченог соја, Само човека и Крадљиваца снова — објављена је у септембру 2005. и проширује путовања Доктора и Роуз са Џеком Харкнесом. У роману Само човек помиње се да је Роуз раније била верена, пре него што је почела да се забавља са Микијем. Догађаји из „Града праска” су обрађени у Крадљивцима снова у којима се Џеки жали да је Роуз није упозорила на своју недавну посету савременом Кардифу. Прва три романа у којима се појављују Роуз и Десети Доктор — Камена ружа, Гозба утопљеника и Ковчег васкрсења — објављена су у априлу 2006. како би се поклопили са емитовањем другог телевизијског серијала. Гозба утопљеника истражује контекст Роузине променљиве везе са Џеки и Микијем у светлу њених честих одсустава са земље. Истражује се и њен однос са школском другарицом Кишом; Роуз се иживцирала када је сазнала да су она и Мики умешани у њено одсуство. Последња три романа Новог низа пустоловина у којима се појављује Роуз — Кошмар са Црног острва, Уметност уништења и Цена раја — објављени су у септембру 2006. године. Поред редовног низа романа, Роуз се појавила у првој Доктор Ху новели Quick Reads Initiative-а, Ја сам Далек, у којој она и Доктор морају да се позабаве хибридом човека и Далека.
Докор Ху годишњак 2006. објављен у августу 2005. даје даље биографске податке о Роуз у чланку који је написао главни сценариста и извршни продуцент програма, Расел Т. Дејвис, међу којима је откривено да је њено средње име „Мерион” и подаци о њеној мајци, школском животу и бившим момцима. Овај лик се такође појављује у кратким причама представљеним у Доктор Ху годишњаку за 2006. и 2007. годину, поред издања одобреног пратећег часописа серије Часопис Доктор Ху. Такође се појавила у низу стрипова који су се појављивали у годишњим издањима Часописа Доктор Ху и дечјим часописима Авантуре Доктора Хуа и Доктор Ху − Битка у времену. У једном стрипу Часописа Доктор Ху, „Чудовиште зелених очију”, Роуз је опседнута створењем које се храни љубомором. Да би изазвао довољно љубоморе да победи ово створење, Десети Доктор глуми романсу са Роузином мајком и намешта Микија са групом глумаца који се представљају као прелепе амазонке. Лик се такође појављује у панелу стрипа Бафи, убица вампира, „Нема будућности за тебе”.

### Аудио драме
Након престанка рада AudioGO-а и након што је Big Finish Productions стекао лиценцу за нови серијал, Пајперова је поновила своју улогу Роуз у аудио драми Доктор Ху: Авантуре Десетог Доктора објављеној у новембру 2017. са Дејвидом Тенантом који је поновио своју улогу Десетог Доктора. Међу причама су и Бешчасност Зароса, Мач Шевалијеа и Хладна освета. Пајперова се поново вратила у улогу за Роуз Тајлер: Каноника величина, серију у којој Роуз као главни лик путује кроз паралелне светове у потрази за Доктором.

## Развој

### Избор глумице
Главни сценариста и извршни продуцент Расел Т. Дејвис одабрао је име Роуз јер га је сматрао „амајлијем за срећу” пошто га је употребио за лик који је тумачила Лесли Шарп у ТВ драми Боб и Роуз. Његова жеља да серију учини „у суштини британском” била је још једно оправдање: сматрао је Роуз „најбританским именом на свету” и довољно женственим да подри недавни тренд сапутница које су имале „дечачка” имена као што су Пери, Бени, Шарли и Ејс. Дејвис такође често користио презиме „Тајлер” у својим радовима — претходни ликови које је створио са овим презименом су Рут Тајлер у сапуници Откровења (1994), Винс Тајлер у серији Тотално квир (1999) и Џони Тајлер у серији Други долазак (2003) — због своје наклоности према томе како се ово презиме пише и изговара. Дејвис је такође користио презиме „Тајлер” у својој књизи Нових авантура Доктора Хуа, „Оштећена роба”. BBC је 24. маја 2004. објавио да је одабрао Пајперову за злогу Роуз. Шефица драмског одељења за BBC Wales, Џули Гарднер, прокоментарисала је да се бивша поп звезда „савршено уклапа” као „јединствена, динамична партнерка за Кристофера Еклстона”. Иако су неки обожаваоци — међу којима и представник Друштва за поштовање Доктора Хуа — били одушевљени овом најавом, други су сматрали да је то „рекламни трик” и доводили су у питање Пајперине глумачке способности. Један од чинилаца који је утицао на Пајперино прихватање улоге био је то што је могла да повеже лик Роуз са сопственим искуствима из времена кад је била у пубертету.
Британска штампа је редовно објављивала опречне извештаје о томе колико дуго ће Пајперова остати у серији. У марту 2006. предложено је да настави са Доктором Хуом у трећем серијалу 2007. године. Међутим, BBC је 15. јуна 2006. објавио да ће Пајперова отићи у последњој епизоди другог серијала, „Судњи дан”. Њена одлука да оде донета је годину дана раније. Након „Судњег дана”, Пајперова је као Роуз добила зелено светло да буде главна глумица спиноф серије Роуз Тајлер: Одбрана Земље смештене у њен паралелни универзум и која би била емитована као празнични специјал, али Дејвис је сматрао да би било „превише спинофова” после Торчвуда и Авантура Саре Џејн. Пајперин евентуални повратак током четвртог серијала био је планиран током снимања другог. Јануара 2006. склопила је договор обећавајући да ће се вратити да сними још неколико епизода. Дејвис и Пајперова су навели њену посвећеност другим пројектима — конкретно, њеним улогама као Бел де Жур у Тајном дневнику пословне пратње, главног лика у BBC-овим адаптацијама квадрилогије о Сали Локхарт аутора Филипа Пулмана, и Фани Прајс у ITV адаптацији Менсфилд парка — јер је изгледало да је њен одлазак трајан. Дејвисов наследник на месту извршног продуцента, Стивен Мофат, похвалио је креацију и кастинг овог лика уочи 50. годишњице серије 2013. године. Он је изјавио да је лик Роуз помогао да се обезбеди повратак серије тако што је омогућио „публици која природно не би гледала Доктора Хуа да почне да се занима за серију.” Мофат је наговестио да је током прве две године оживљавања Доктор Ху „био серија Били Пајпер” и да јој је то дало „култни статус” изнад осталих сапутника у серији.

### Карактеризација
„Била сам веома слична са 19 година. Желела сам да се нешто деси у животу, желела сам мало више. Хтела сам да пронађем некога ко може да изазове моје идеје. Тако да сам дефинитивно искористила то.”

—Били Пајпер о томе како је њено лично искуство утицало на њен приступ лику.
Дејвис користи Роуз као увод у митове и фантастичне елементе серије. Касније је подвукао сличности између Роуз и Гвен Купер  — главне глумице у Торчвуду  — описујући обе као „обичне особе које наилазе на нешто изузетно и налазе себи равне”. Као и њена наследница Марта, Роуз је из Лондона; Брет Милс са Универзитета Источне Англије претпоставља да је то зато што су ликови из главног града земље „повезани са свим Британцима” јер су виђени као „неутрални”. Роуз је представљена заједно са споредном глумачком екипом у виду њеног дечка Микија и мајке Џеки, што Џејмс Чепмен наводи као „доказ Дејвисовог покушаја да створи друштвени контекст за сапутника”. Дејвис наводи да је укључивање ова два лика било део његове жеље да је „учини стварном” и да јој „да живот”. Касније је изјавио да дајући Роуз мајку, дечка и „тужну причу са њеним оцем”, лик има „своју митологију, која одговара Доктору”. Линди А. Ортија примећује да је Роуз, као и остали сапутници у Дејвисовој ери серије, у свом случају „извучена из космополитске визије” због свог класног порекла. Ортија тврди да, док су сапутници из радничке класе раније били присутни у серији, „нико није био неквалификован радник нити хронично недовољно запослен или незапослен као што су Роуз, Џеки и Дона”. Осврћући се на ова два лика, Дејвис је осетио да је Џеки неко ко „спутава Роуз” одмах од прве епизоде због својих тврдњи да њена ћерка треба да буде задовољна обичним послом. Пајперова наводи да то узрокује да се Роуз помало љути на своју маму, иако је воли.
Кеј Мекфејден из новина The Seattle Times сматрала је да Роуз подсећа на „Енглескињу типа Бриџит Џоунс, иако неколико места ниже на друштвено-привредној лествици” која чека да је пробуди „не неки Марк Дарси... већ инкарнација авантуре”. Пајперова је изјавила да на почетку серије Роуз „тражи да се нешто деси” и да када Доктор стигне постаје „немилосрдна” у својој одлуци да „потпуно одбаци живот какав познаје”. У медијском прегледу серије она је Роуз описала као „позитивну, надахнуту и пуну уверења и самопоуздања”. Осим тога, сматрала је да је Роуз „добар лик са којим се треба повезати или коме треба тежити”. У ретроспективи из 2013. о свом времену у серији, Пајперова је изјавила да су Роузине женске карактеристике допринеле да она буде уравнотежена репрезентација женског лика. Осећала је да Роуз као лик може бити и „снажне воље и рањива” и одважила се да ју је њен осећајни одговор учинио занимљивијом од „женског лика који бескрајно тежи савршенству”. Еклстон, који је играо Деветог Доктора, описао је лик Роуз као „јунакињу” која „Доктора подучава огромним емотивним лекцијама”. У епизоди серијала Доктор Ху: Поверљиво он је проширио ову тврдњу, описујући је као „једнаку Доктору у сваком погледу” осим чињенице да јој недостаје његово научно знање. Осећао је да је однос између два лика „љубав на први поглед” иако на тајанственији начин од конвенционалне љубавне везе. Дејвис је сажео однос између два лика као „сродне душе” које се „разумеју и допуњују”.
Линет Портер, у својој књизи Укаљани јунаци, очаравајући злочинци и савремена чудовишта: Научна фантастика у нијансама сиве на телевизији у 21. веку приметила је да Роузина улога „хуманизује Доктора и чини га мање страним, не само другим ликовима, већ и публици”. У завршници првог серијала, Роуз преузима смртоносну количину енергије да спасе Доктора и планету Земљу. Уредница сценарија Хелен Рејнор сматрала је да је ова епизода дала Роуз прилику да „поново буде једнака Доктору” и „да му коначно парира гестом који је тако племенит, снажан, јуначки и паметан”. Дејвис описује Роуз у контексту ове сцене, као и целог првог серијала, као „храбрију него храбру и оданију од било кога другог у универзуму”. Доктор узвраћа њену оданост жртвујући своју девету инкарнацију заузврат да би је спасио. Дејвис недвосмислено изјављује да „даје живот за њу”. Елементи Роузине карактеризације у првом серијалу су првобитно били другачији. Пол Абот је требало да напише епизоду која би открила да је читав Роузин живот обмануо Доктор како би од ње направио правог сапутника. Дејвис је написао епизоду „Град праска” да би је заменио када је Абот схватио да је превише заузет да би радио на сценарију.

### Са Десетим Доктором
У изјави са часописом SFX, продуцент Фил Колинсон је изјавио да пошто се Доктор регенерише долазе „почетне динамичке промене јер [Роуз] мора поново да научи да му верује”. Пајперова је додала да се Роуз, пошто је Доктор онеспособљен, осећа „невољеном”, „одвојеном” и „као да је изгубила свог најбољег пријатеља”. У одсуству Доктора, Роуз се ослања на своја запажања о њему и покушава да опонаша његове поступке. Колинсон је сматрао да је важно да се разреши свако неповерење између пара до краја Божићног специјала пошто је јавност раније добро реаговала на пријатељство Доктора и Роуз. Дејвис је написао дијалог за „Божићну инвазију” који је објаснио енглески нагласак са ушћа Темзе новорегенерисаног Доктора тврдњом да је утиснуо Роуз и усвојио њен начин говора. Међутим, због временског ограничења ова секвенца није снимљена. Разговарајући о томе како се Роуз развила у другом серијалу, Пајперова ју је описала као да се „веома брзо побољшала” и изјавила да је сада „много проактивнија”. Осећала је да постоји „другачија врста енергије” између Роуз и Десетог Доктора док је Тенант приметио да ће публика моћи да види како се однос Доктора и сапутнице „развија и постаје нешто што можда није био раније”. Пајперова је изјавила да је са Десетим Доктором, Роуз „невернија и посесивнија” према њему јер „осећа као да га је једном изгубила и да не жели да га изгуби поново”. Као доказ за то је навела Роузину „женску борбу” са бившом сапутницом Саром Џејн Смит у „Школском сусрету”. Расправљајући о могућности да Роуз и Десети Доктор постану романтичније повезани, Пајперова је изјавила: „Желите да се то догоди, али у исто време не желите да се то догоди”. Тенант је упоредио динамику између њих двоје са Дејном Скали (Џилијан Андерсон) и Фоксом Молдером (Дејвид Дуковни) у серији Досије икс. И Тенант и Пајперова су се сложили да је очекивање везе узбудљивије него што би било да је остварено. Да би допринео трагедији њиховог раздвајања, Дејвис је написао две одвојене приче како би Роуз и Доктор били посредно одговорни за њихово раздвајање. „То се десило са намером [надменошћу Доктора и Роуз]”, рекао је Дејвис, „и они плаћају цену. У „Зубу и канџи”, њихови поступци створили су баш оно што их на крају раздваја — Торчвуд − некако својом кривицом.” Иако је Дејвис оставио Докторов одговор на Роузину изјаву љубави у „Судњем дану” неоткривеним, Гарднерова је снажно осећала да је лик узвратио њена осећања. У коментару за епизоду изјавила је да би „потврдила свету” да би он „узвратио”.
Дејвис је створио очекивање Роузиног повратка у четвртом серијалу тако што ју је помињао у дијалогу и укључио Пајперине кратке појаве у „Партнерима у злочину”, „Отровном небу” и „Поноћи”. Говорећи о томе како се Роузин лик променио између њених појављивања, Дејвис је описао Роуз у четвртом серијалу као „чвршћу, независнију и [она] би понекад могла да делује мало теже”. Пајперова је изјавила да је поново погледала своје раније епизоде да би се сетила како је лик говорио и понашао се јер је осећала да је „играла отмене девојке” откако је напустила серију и да је за разлику од њих „Роуз мало детињаста”. Роуз се поново сусреће са Доктором на врхунцу епизоде „Украдена Земља”. Редитељ Грејам Харпер је инсистирао да сцена делује „мистично” јер је поновно окупљање ликова „најмагичнији тренутак” у целој епизоди, а директор фотографије серије Ерни Винче упоредио је осећај сцене са научно-фантастичним филмом Истребљивач из 1980-их. Дејвис је окарактерисао поновни сусрет између Роуз и Доктора као „највећу романсу коју је [гледалац] икада видео” и нашалио се да су најзначајнији филмови као што је Прохујало са вихором требало да се заврше тако што би Далек упуцао главног глумца. Имао је потешкоћа да подели ликове по други пут због неопходности радње. Сматрао је да „Роуз мора бити глупа да би се заљубила у Доктора број 2” јер „она ради оно што заплет захтева, а не оно што би она захтевала”. У једној фази је размишљао о томе да да објашњење да су је њено скакање између димензија и мешање Далека у стварност загадили „празнином” и да ће умрети ако остане у свом првобитном универзуму. У коначној епизоди довољно јој је сама чињеница да је људском Доктору потребна и да јој он узвраћа љубав. Портер је сматрао да врхунац епизоде „Крај путовања” указује да је „Роузина улога сапутнице завршена” јер има да хуманизује другог Доктора са којим може бити једнака.

### Поновно тумачење улоге
Иако је Дејвис намеравао да се серијал заврши тако што ће Десети Доктор посетити своје бивше сапутнике, мучио се како да укључи Роуз. Првобитна идеја је била да се Роуз појави са Метакризним Доктором и њиховом породицом у паралелном универзуму где би обоје осетили како се изворни Десети Доктор регенерише. Међутим, Дејвис је сматрао да би ово покренуло превише питања о њиховим животима у паралелном универзуму. Дејвисов наследник на месту извршног продуцента Стивен Мофат сматрао је да је Дејвис завршио Роузину причу на савршен начин тако што је одлучио да је врати на почетак њеног познанства са Доктором. Пајперин повратак у епизоду поводом 50. годишњице серије је потврђен у марту 2013. године. Мофат је желео да укључи Пајперову у епизоду јер је сматрао да она симболизује поновно рођење Доктора Хуа. Пошто му није било пријатно да дода Дејвисову причу, уместо тога је одлучио да поново представи њену личност „Злог вука”. Током епизоде, Пајперин лик води дијалог искључиво са Ратним Доктором (Џон Херт), а остали ликови је не виде, као ни Десети Доктор. Рецензенти су приметили сличности између карактеризације Роуз Злог вука и заплета који је Чарлс Дикенс искористио у својој новели Божићна прича из 1843. године. Новинар часописа The Atlantic, Тед Б. Кисер, упоредио је Ратног Доктора са Ебенизером Скруџом и назвао Роуз „Духом Доктора који тек треба да дође”.

## Пријем
Након што је погледао први серијал, Овен Гибсон из The Guardian-а описао је Роуз као „ново оснажену” и „амбициозну тинејџерку у моделу серије Бафи, убица вампира”. Уочи премијере серије на аустралијској мрежи ABC, Робин Оливер из The Sydney Morning Herald-а описао је Роузину улогу у серији као „више једнаку Доктору него што су то били претходни сапутници” и да то „нису лоше достигнуће у поређењу са Еклстоновом глумачком вештином”. Глумац Седмог Доктора, Силвестер Мекој, сматрао је да је Пајперова била „дивна у улози” и да је однос између ње и Доктора био „прилично изванредан”. Портерова указује у својој анализи Роуз да је романса између ње и Доктора проширила демографску привлачност серије. Она тврди да љубавна прича „крпи довољно испод површине да су одрасле особе, посебно жене које сматрају да је насловни Господар времена секси, гледале серију због Роузине интеракције са Доктором”. У њиховој књизи Ко је Доктор?, Грејем Берк и Роберт Смит описали су климактични пољубац између Деветог Доктора и Роуз у „Раздвајању путева” као нешто што смо „сви потајно желели, иако га је то на крају убило”. Питер Дејвисон, који је тумачио Петог Доктора, такође је сматрао да је дозвољавање Доктору и његовој сапутници да имају сексуалну напетост на крају омогућило заокруженију карактеризацију. Веровао је да је Роуз била први пример тога да је продукцијска екипа створила добро написану сапутницу.
Берк и Смит су сматрали да је упаривање Доктора и Роуз недопадљиво у епизоди „Зуб и канџа” јер су се „понашали као самозадовољни идиоти”. Међутим, приметили су да „срећом постоје последице: основна прича серијала се покреће као непосредна последица тога што су Доктор и Роуз толико иритантни”. Хари Венинг из новина The Stage је прокоментарисао да је сцена коначног растанка између Роуз и Доктора у „Судњем дану” била „прелепо написана и дирљиво одиграна”, и да није оставила ниједно „суво око у универзуму”. Берк и Смит су посебно похвалили Пајперин наступ у овој епизоди, наводећи да је она „запањујућа у хватању стварности некога чији се свет изненада, коначно урушава”. Примећујући Пајперин одлазак, Дек Хоган са веб-сајта Digital Spy је изјавио да је „енергија Били Пајпер несумњиво била један од разлога што је ово оживљавање било тако успешно и да ће трећи серијал тешко бити много више без ње”. Стивен Брук из The Guardian-а је прокоментарисао да је „одлазак веома вољене Роуз... био сјајно решен и потпуно неочекиван”.
Стивен Џејмс Вокер, писац референтних радова о Доктору Хуу, дао је негативну оцену Роузином повратку у епизоди „Скрени лево” у свом „неовлашћеном водичу за четврти серијал Доктора Хуа”, Чудовишта изнутра. Мислио је да је Били Пајпер „изразито испод вредности”, наводећи њен мршав и неухрањен изглед, нову фризуру и благо шушкање као разлоге зашто њена глума није била најбоља. Он је критиковао њену улогу у епизоди, наводећи да је била „далеко мање разрађена” од Донине. Бен Росон-Џоунс са веб-сајта Digital Spy је такође приметио промену у Пајперином изговарању. Упоредио је њен нагласак са „утрнулошћу уста локалним анестетиком”. У рецензији завршнице серијала он напомиње да би, иако би улазак Доктора и Роуз у везу изазвао поделе публике, „Дејвис је мудро успео да задовољи обе стране” тако што ју је уместо тога упарио са човеком Доктором. Међутим, Травис Фикет из IGN-а је реаговао неповољно на Роузин повратак и њено упаривање са људским Доктором. Мислио је да је то подрило њен „савршен испраћај” у „Судњем дану” јер је била на маргинама током већег дела „Краја путовања”, а њен завршетак са Доктором, полу-човеком полу-Господаром времена, „осећа се као увреда лика”. Чарли Џејн Андерс са блога io9 такође је негативно реаговала на Роузин повратак и написала: „Било је прилично јасно да је она била тамо само да би могла да добије свог кућног љубимца, лажног Доктора, на крају”.
Рецензенти су уопштено позитивно реаговали на Пајперино појављивање 2013. у епизоди поводом 50. годишњице, „Дан Доктора”. Бен Лоренс из The Daily Telegraph-а назвао је њен наступ у улози „Злог вука” Роуз „запањујућим”. Нила Дебнат из The Independent-а похвалила је хемију између Херта и Пајперове и упоредила Пајперин наступ са улогом ТАРДИС-а, коју је тумачила Суран Џоунс, у „Докторовој супрузи”, описујући га као „помало ексцентричан”, „чудан” и „необичан”. Данијел Мартин из The Guardian-а похвалио је одлуку Стивена Мофата да не продужи причу Роуз Тајлер или је поново уједини са Десетим Доктором. Он је Пајперову назвао „истинском и бескрајном легендом Доктора Хуа” и изјавио да је „њена мудра интерпретација аватара Злог вука направила пролазан убод приликом крађе серије”.
Џеф Баучер из Los Angeles Times-а прогласио је Роуз за девету најбољу сапутницу свих времена, називајући је „дрским и паметним ликом који је био кључ успеха поновног покретања Доктора Хуа Расела Т. Дејвиса 2005. године”. Digital Spy ју је 2011. прогласио најбољим сапутником Доктора и оценио да је најбоље сарађивала са Деветим Доктором. Године 2006. читаоци Часописа Доктор Ху су је прогласили најбољим пратиоцем. У онлајн анкети крајем 2010. коју је спровео  са преко 3.000 учесника, Роуз је поново изабрана за најпопуларнијег сапутника. Она је задржала овај положај у анкети из 2013. спроведеној уочи 50. годишњице серије која је имала преко 21.000 испитаника, са 25,09% гласова. У анкети из 2012. коју је спровео  са преко 200.000 учесника, Роуз је проглашена за „Најбољу жену Доктора Хуа”. И Гавин Фулер из The Daily Telegraph-а и Данијел Мартин из The Guardian-а оценили су је као другу најбољу сапурницу иза Саре Џејн Смит. Године 2012, Вил Салмон из магазина SFX навео је Роузин изворни одлазак као најбољи одлазак неког сапутника у историји серије јер је сматрао да је „немогуће да гледаоца не потресе изненадни прекид њихове везе”. Године 2014, Radio Times је организовао најмасовнију онлајн анкету (преко 2 милиона испитаника) која је укључивала сваког сапутника од 1963. године, где је, победивши главне конкуренте Џека Харкнеса и Ривер Сонг, Роуз овенчана за „Најбољег сапутника”.
На додели Националних телевизијских награда 2005. године, Били Пајпер је освојила награду „Најпопуларнија глумица” за улогу Роуз. У BBC Online анкети „Најбоља драма” 2005. године, Пајперова је победила у категорији за најбољу глумицу са 59,76% гласова. Такође је изабрана за најпожељнију звезду са 26,47%. У јануару 2006, награђена је „Наградом за напредак” за растући британски дар на додели награда . Пајперова је поново победила у категорији за најпопуларнију глумицу на додели Националних телевизијских награда 2006. за своју улогу у другом серијалу Доктора Хуа. У септембру 2006, Пајперова је проглашена за најбољу глумицу на додели награда . Том Кол из Radio Times-а је расправљао о важности серије у јачању Пајперине каријере у чланку о томе како бивши глумци серије Доктор Ху сада могу да очекују више од „живота потписивања аутограма на провинцијским научно-фантастичним конвенцијама”. Он напомиње да је Пајперино тумачење Роуз „чврсто учврстило њене акредитиве као глумице” и навео је разноврсност улога које је преузела откако је напустила серију као доказ да „што се тиче каријере после Хуа”, оне не постају много здравије него Билина”.